# Halle aux blés de Rouffach
Pour les articles homonymes, voir Halle au blé.
La halle au blé de Rouffach est un monument historique situé à Rouffach, dans le département français du Haut-Rhin.

## Localisation
Ce bâtiment est situé au 6bis place de la République à Rouffach.

## Historique
L'édifice fait l'objet d'un classement au titre des monuments historiques depuis 1921.

## Architecture

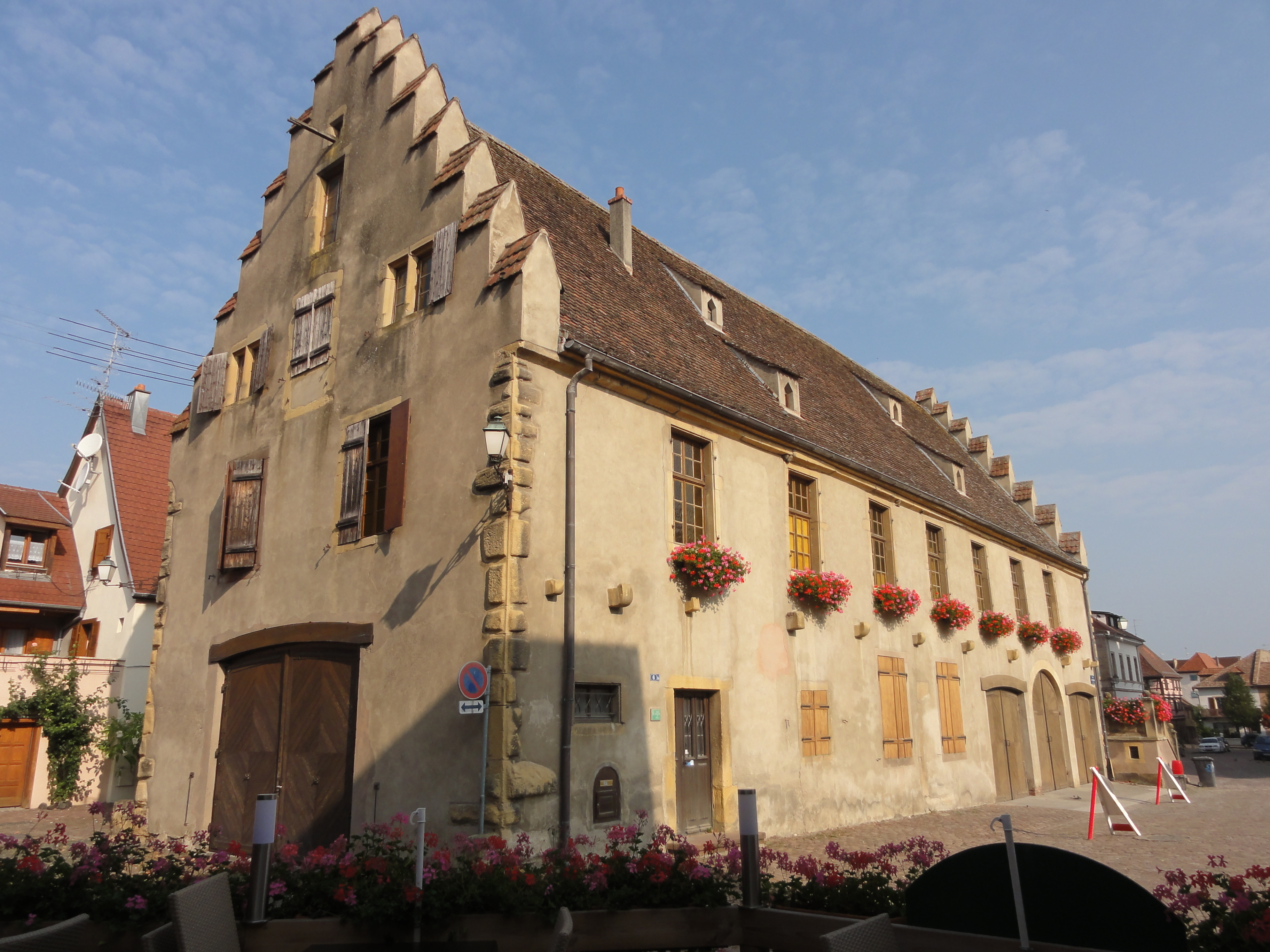
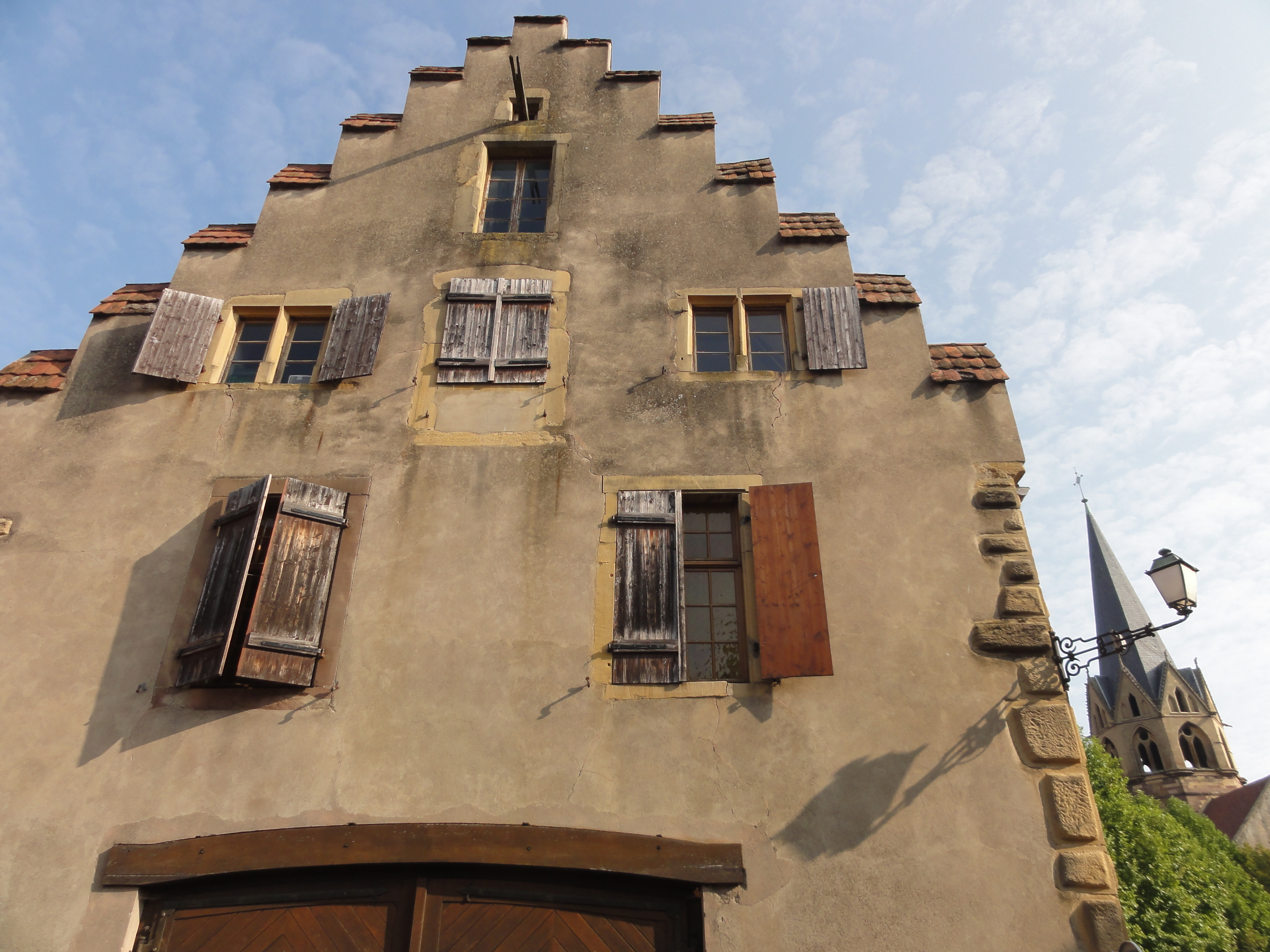
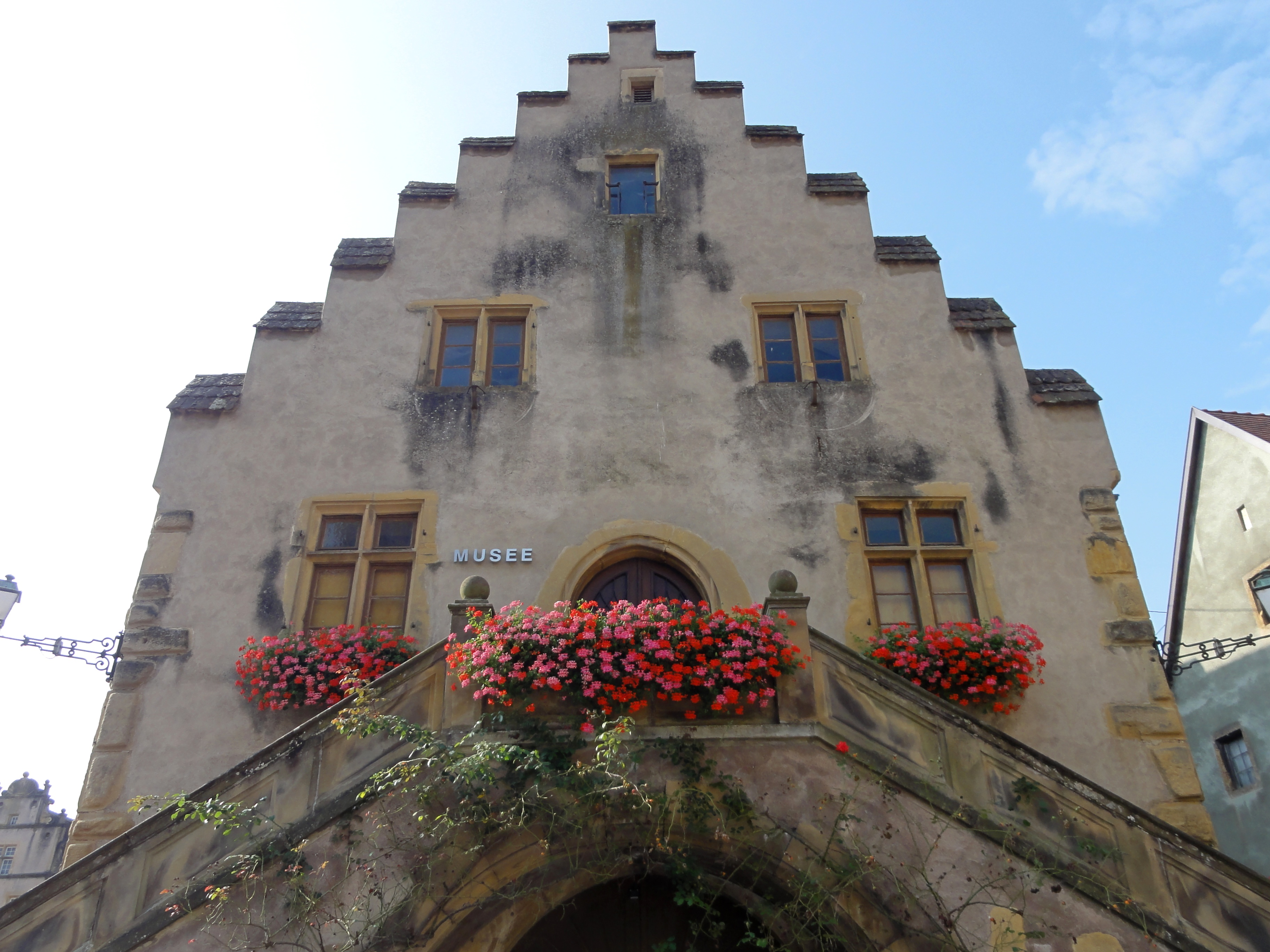
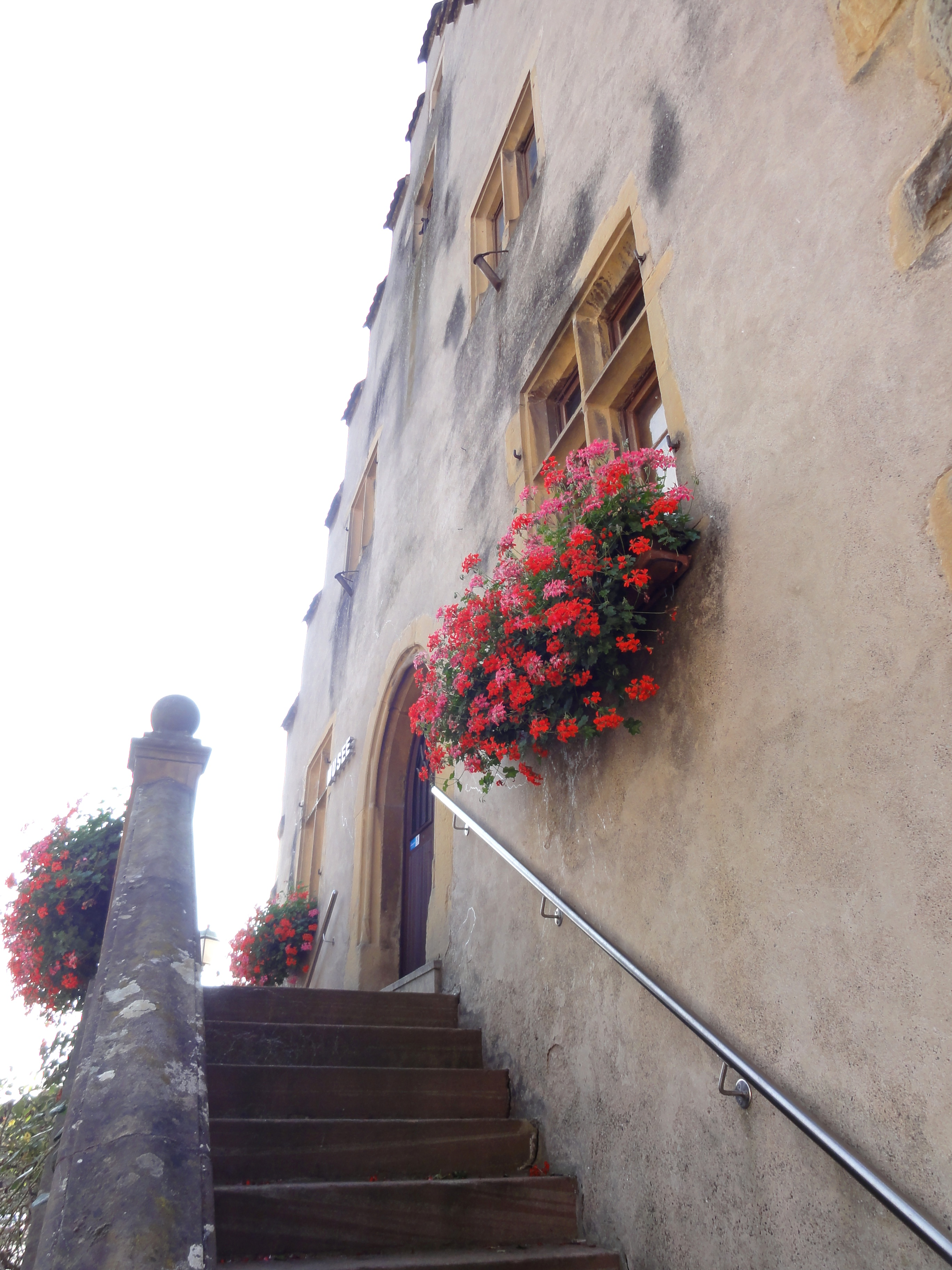